# بنو فزارة
بنو فزارة قبيلة عربية وهي فرع من قبيلة ذبيان من غطفان.

## الأصل
بالعودة إلى علم الأنساب العربي، فإن جد بني فزارة هو فزارة بن ذبيان بن بغيض بن ريث بن غطفان، وهكذا تكون فزارة تنتمي للفرع الذبياني من غطفان مما يجعلها قبيلة عدنانية.وقد كانت مراعي القبيلة ومواطنها في منطقة وادي الرمة في نجد وسط الجزيرة العربية.